# كيم مين غو (كرة سلة)
كيم مين غو (هانغل: 김민구) مواليد 24 يونيو 1991 في سوون، هو لاعب كرة سلة كوري جنوبي. بدأ مسيرته الاحترافية في سنة 2013. يلعب مع جونجو كي سي سي إجيس في الدوري الكوري لكرة السلة كلاعب هجوم خلفي. يحمل الرقم 23. يبلغ طوله 6 قدم 2 بوصة (1.9 م). حقق المركز الثالث في بطولة أمم آسيا لكرة السلة 2013.

## الميداليات
| الميدالية | المسابقة                       |
| --------- | ------------------------------ |
| برونزية   | بطولة أمم آسيا لكرة السلة 2013 |